# Rita Repulsa
 (avril 2020).
- Si vous ne connaissez pas le sujet, laissez ce bandeau (vous pouvez alors contacter les auteurs).
- Si vous supprimez le contenu mis en cause (vous pouvez préalablement contacter les auteurs),

argumentez précisément cette suppression dans la page de discussion
(un manque de référence n'est pas un argument ; une recherche réelle de référence doit avoir été effectuée, être formellement documentée).
Vous pouvez aider à l'améliorer ou bien discuter des problèmes sur sa page de discussion.
- Il ne cite pas suffisamment ses sources. Vous pouvez indiquer les passages à sourcer avec {{référence nécessaire}} ou {{Référence souhaitée}}, et inclure les références utiles en les liant aux notes de bas de page. (Marqué depuis janvier 2011)
- Il n’est pas rédigé dans un style encyclopédique. (Marqué depuis avril 2020)

- Archive Wikiwix
- Bing
- Cairn
- DuckDuckGo
- E. Universalis
- Gallica
- Google
- G. Books
- G. News
- G. Scholar
- Persée
- Qwant
- (zh) Baidu
- (ru) Yandex
- (wd) trouver des œuvres sur Wikidata

Rita Repulsa est un personnage fictif de la franchise Power Rangers.

## Biographie fictive
Rita Repulsa est une puissante sorcière de l’espace intersidéral. Elle est l’une des principales représentantes des forces du mal face aux Power Rangers. Elle est la femme du seigneur Zedd, fille de Master Vile, sœur de Rito Revolto et mère de Thrax. Aujourd’hui au service du bien, elle est la mère blanche, maîtresse de toutes les bonnes magies.
Il y a 10 000 ans la Terre était le théâtre d’un combat opposant les forces du bien menées par Zordon et les forces du mal menées par la sorcière Rita Repulsa. Aucun des deux camps n’arrivait à prendre le dessus sur l’autre. Pour en finir, Zordon utilisa ses pouvoirs pour enfermer Rita et ses acolytes dans une poubelle de l’espace abandonnée sur la lune. Rita utilisa elle aussi ses pouvoirs pour enfermer Zordon dans un tube d’énergie le rendant prisonnier d’une autre dimension.

### Power Rangers: Mighty Morphin(saison 1)
Après 10 000 ans de captivité, Rita est enfin libérée. Deux astronautes qui menaient une mission d’exploration sur la Lune découvrent la prison de Rita et la libèrent, celle-ci veut se venger et conquérir la Terre. Elle réinvestit le palais de son maître le seigneur Zedd qui se trouve sur la lune.
Elle pensait pouvoir conquérir facilement la Terre, mais c’était sans compter sur Zordon et sur ses nouvelles recrues : les Power Rangers. Elle enchaîne les défaites, les monstres de son laborantin Finster sont tous détruits par les rangers, et Rita a beau utiliser son sceptre pour les faire grandir, les Mégazords des rangers se montrent plus puissants. Lorsqu’elle perd une bataille, il n’est pas rare de l’entendre dire « j’ai mal à la tête », ou « j’ai la migraine ».
Pour mettre un terme à ses échecs répétés, Rita va miser sur un nouveau venu à Angel Grove : Tommy Oliver. Elle le transformera en ranger vert et lui ordonnera de détruire les Power Rangers. Elle réveillera pour l'occasion sa copine Scorpina. Mais les rangers libéreront Tommy du sort de Rita, ajoutant ainsi un nouveau membre dans l'équipe des rangers.
Ne s'avouant pas vaincue, Rita utilise la Chandelle Verte pour récupérer les pouvoirs du Ranger Vert. Tommy est obligé de lui donner ses pouvoirs afin d'éviter que Rita n’en profite.

### Power Rangers: Mighty Morphin(saison 2)
Le maître de Rita le seigneur Zedd, débarque dans le palais lunaire. Il a eu connaissance des échecs de Rita. Il décide de prendre les choses en main. Il fait disparaitre le sceptre de Rita, la réduit, et l’enferme dans une poubelle de l’espace qu’il jette dans le vide spatial.
Peu de temps après, la poubelle de Rita s’écrase sur Terre. Elle tombe entre les mains de Bulk et Skull, qui tente de l’ouvrir. Les rangers ont connaissance de cela, et à peine Rita est-elle sortie de sa prison que les rangers l’y enferment de nouveau et l’expédient dans l’espace.
Plus tard, la poubelle de Rita se pose sur la lune. À ce moment-là, le seigneur Zedd est en train de recharger son énergie en effectuant une sieste comme tous les siècles. Rita avec la complicité de Finster retrouve sa taille normale et utilise un philtre d’amour sur le seigneur Zedd, pour que ce dernier l’épouse. Cela fonctionne, une cérémonie de mariage est organisée dans la salle du trône du palais. Le seul point noir à cette cérémonie, Rita voulait offrir les rangers en cadeau à son nouvel époux, mais cette partie du plan a échoué. Par la suite, cet amour insincère entre Rita et Zedd deviendra un véritable amour. Malgré la combinaison de leur force, le couple infernal ne parvient pas à battre les rangers.

### Power Rangers, le film
Le nouveau plan du seigneur Zedd pour vaincre les rangers et dominer, libérer Ivan Ooze, prisonnier d’un œuf depuis 6000 ans. Rita ne croit pas du tout au plan de son mari. Elle est au début charmé par Ivan Ooze. Ce dernier ne veut pas s’occuper des Power rangers, mais du responsable de son emprisonnement, Zordon. Rita laisse éclater sa mauvaise humeur, traitant Ooze de tous les noms. Ce dernier fait taire Rita en lui envoyant de sa substance gluante sur la bouche. Puis l’enferme avec Zedd dans une boule à neige. Rita et Zedd encourage les rangers de loin lors de leur combat contre Ivan Ooze. Sa destruction permet la libération de Zedd et Rita.

### Power Rangers: Mighty Morphin(saison 3)
Rita et Zedd voient leurs plans échouer les uns après les autres. Mais Rita reçoit une visite inattendue, celle de son frère Rito. Celui-ci apporte de nouveaux guerriers au couple infernal, des œufs de Tengas. Rito parvient à détruire les zords des rangers. Mais ces derniers se relèvent et acquièrent de nouveaux pouvoirs grâce à Ninjor. Pour s’emparer des pouvoirs de Ninjor, Rita utilise sa magie sur Katherine, pour faire d’elle un être maléfique dans le but d’approcher les rangers pour mieux les atteindre. Grâce à Katherine, Rita et Zedd parviennent à capturer Ninjor, capturer Kimberly prendre son médaillon, ainsi que le faucon zord. Mais le charme de Rita s’estompe et Katherine va rejoindre les rangers comme Tommy, devenant ranger rose. 
Rita reçoit alors une visite, celle de son père, qui n’est autre que le puissant et terrible Master Vile. Celui-ci veut s’emparer du cristal zeo. Les rangers parviennent à mettre la main dessus et le font disparaître à travers l’espace-temps. Master Vile utilise un monstre qui se trouve être une ex de Zedd, ce qui rend Rita jalouse, car seule elle peut surnommer son mari « Zeddy ». L'ex de Zedd est détruite par les rangers, mais Master Vile parvient, via le cristal d’Armageddon, à stopper le cours du temps et à ramener les rangers à l'état d'enfant. Rita et Zedd prennent une forme de géant et sèment la pagaille en ville.

### Alien Rangers
Les rangers redevenus des enfants, Zordon fait appel aux aliens rangers d’Aquitar, pour faire échouer les plans de Master Vile. Ce dernier décide de repartir dans sa galaxie pour être sûr de ne plus jamais perdre. Rita et son mari reprennent la main. Ils détruisent les médaillons des rangers. Tentent par tous les moyens d’affaiblir les rangers d’Aquitar pour que ces derniers ne puissent pas se réhydrater. Ils attendent que les enfants rangers réassemble le zeo cristal pour s’en emparer avant de faire exploser le centre de commandement de Zordon. Et cela ce produit.

### Power Rangers: Zeo(saison 4)
Alors que Rita et Zedd célèbrent la destruction des Power rangers dans leur palais, ce dernier se met à trembler. Rita jette un œil dans son télescope, l’air terrifié, elle se tourne vers son époux, au bord des larmes elle dit : « j’ai vu qu’on avait des problèmes ». Ils sont attaqués par l’Empire des Machines du roi Mondo et de la reine Machina. À contre cœur, Rita, son mari Zedd et toute leur petite troupe (à l’exception de Rito et Goldar qui sont sur Terre et amnésiques) abandonnent le palais lunaire, et tentent tant bien que mal d’atteindre leur vaisseau Serpentera. Sur le chemin Zedd fait remarquer qu’ils n’ont nulle part où aller. Rita propose d’aller vivre chez son père Master Vile. Elle contacte ce dernier qui accepte de les recevoir. Rita et Zedd décolle à bord du Serpentera et se font oublier pendant un petit moment.
Lorsque Goldar et Rito recouvrent la mémoire, ils reviennent sur la Lune et tombent sur un mobile home. Rita leur ouvre la porte et leur souhaite la bienvenue. Maintenant que la troupe est réunie au grand complet et que Mondo a été détruit par les Zeo Zords, le couple infernal veut revenir dans la course. Pour cela, Rita et Zedd ont un plan : Finster a créé une machine nommée Louie Kaboom. Ils l'expédient sous forme de fusée pour l'envoyer directement au sein de l'Empire des Machines et en prendre le contrôle. Le problème, c'est que Rito et Goldar ont perdu la télécommande qui contrôle Louie Kaboom. La machine va donc prendre le contrôle de l'Empire des Machines pour son propre compte. Plus tard, Rita et Zedd aident secrètement les Rangers à se téléporter dans l'Empire des Machines.
Après cette bonne action, Rita envoie son monstre poche sur Terre, au moment où l’Empire des machines envoie également un monstre sur Terre, ce qui force les Zeo rangers à faire appel à leurs amis aliens rangers.
Rita et Zedd désirent comme Mondo et Machina s’emparer des pouvoirs du ranger doré. Alors que celui-ci est poursuivi par Mondo et ses soldats cogs, il parvient à se sauver grâce à l’intervention de Rita, Zedd et leurs guerriers Tenga. Le combat entre les deux camps se conclut en un match nul. Zedd et Rita s’en vont. Puis ils reviennent sur Terre pour pique-niquer dans les montagnes d’Angel grove pour assister à un combat qui oppose Mondo et ses cogs aux rangers zeo. Le roi des machines perd une nouvelle fois, le spectacle ravi Rita et Zedd. Ces derniers se retrouve face à Mondo, Machina, Sprockett, Orbus et Klank. Rita et Zedd jouent les hypocrites, disant avoir été impressionnés par la force de Mondo et offrent un cadeau à Sprockett. Puis reprennent la route à bord du mobil home. Ils ne sont pas surpris qu’une explosion se produise dans leur dos, cela signifie que leur cadeau, en réalité une bombe a bien été ouvert. Rita et Zedd sont aux anges car ils se sont vengés de l’Empire des Machines.

### Power Rangers Turbo, le film
Après avoir tenté de détruire plusieurs fois les rangers, Divatox se rend compte qu’elle a affaire à des durs à cuire. Elle téléphone donc à Rita pour lui demander un conseil. Au moment de ce coup de fil, Rita et son ronfleur de mari sont en train de dormir. Rita donne un conseil à Divatox, partir, puis elle raccroche en lui riant à la figure.

### Power Rangers: Dans l'espace(saison 6)
Divatox vient de détruire la base des Rangers à Angels Grove. Elle est invitée avec Rita, Zedd, Master Vile, Mondo, Machina et Astronema à célébrer la capture de Zordon par Dark Specter sur Cimmarian. Rita et Divatox se percutent et commencent à se provoquer. Divatox fait exprès d'écorcher le nom de Rita en la nommant "Frida". Rita se moque de Divatox en lui demandant « alors, toujours à courir après les Power Rangers ? ». Forte de sa victoire, Divatox lui annonce qu'elle les a détruits. Folle de rage, perdant son sang-froid, Rita vise Divatox avec sa baguette, mais la rate. Le tir est intercepté par Astronema et l'incident en reste là. Durant ce sommet des forces du mal, la présence du Ranger Rouge de l'espace est découverte. Celui-ci s'enfuit avec son planeur galactique, faisant tomber Rita, Divatox et Machina par terre. Les trois diablesses commencent alors à se battre, se donnant en spectacle pour que Dark Specter, l'empereur du mal, accorde à l'une d'entre elles le droit de poursuivre et de détruire le Ranger Rouge. Devant ce spectacle pathétique, Dark Specter confie la mission à Astronema. Les deux rivales se trouvent une ennemie commune.
Bien plus tard, Dark Specter demande à Astronéma de diriger les opérations pour conquérir l’univers. Rita et Zedd contactent Astronéma pour lui faire savoir qu’ils ne veulent pas appliquer son plan, préférant le leur. Mais lorsqu’Astronéma précise que Dark Specter l’a nommé chef des opérations, Rita et Zedd retournent leur veste et trouvent son plan génial. Ils envahissent la galaxie de Vica, qui se trouve être sans défense. Rita et Zedd font appel à plusieurs de leurs anciennes créatures, ainsi qu’à leurs patrouilleurs et guerriers Tengas. Le ranger doré s’oppose à eux mais il est submergé. 
Alors que les forces du mal dominent l’univers, Andros, le ranger rouge, brise le tube temporel de Zordon dans lequel Rita l’avait enfermée il y a dix millénaires de cela. En brisant ce tube, Zordon se transforme en une puissante vague d’énergie détruisant la plupart des forces du mal. Mais Rita et Zedd ne sont pas détruits, ils prennent une forme humaine. Au fond, Rita et Zedd sont heureux ainsi et se mettent à danser. C’est la fin de Rita et Zedd tel qu’on les a connus.

### Power Rangers: Force mystique(saison 14)
Rita est devenue la Mère Mystique, la maîtresse de toutes les bonnes magies. Son palais est attaqué par le Maitre Suprême, un être maléfique. Elle refusera de fuir et se battra courageusement mais en vain contre lui. Elle se transformera au moment de sa destruction en énergie positive indestructible et continue de veiller sur tous ceux qui se battent pour la magie blanche.

### Power Rangers: Opération Overdrive(saison 15)
On apprend que Rita et Zedd ont eu un fils, Thrax, qui est finalement détruit par le Chevalier Gardien de la Couronne Aurora.

### Power Rangers: Toujours vers le futur
L’histoire commence 30 ans après Power Rangers Mighty Morphin (saison 1). En essayant de ramener Zordon à la vie, Billy et son ami Alpha 8 attirent accidentellement l'essence maléfique de Rita qui se réincarne dans le corps d'Alpha 8 prenant une apparence robotique. Avec ses Patrouilleurs, elle affronte les Rangers Mighty Morphin originaux. Elle tue Trini Kwan qui intercepte son attaque pour sauver Billy. Elle part ensuite dans la Dimension Noire pour préparer sa vengeance. Un an plus tard, elle revient avec deux de ses monstres ressuscités en robots guerriers : Minotaure et Snizzard. Ce dernier capture Jason, Tommy et Kimberly sous leurs formes de Rangers et les transforme en figurines que Rita place dans sa machine. Ayant reconstruit son Palais sur la Lune, Rita réalise qu'elle a besoin de plus de Rangers pour charger et activer sa machine. Elle envoie Snizzard et Minotaure capturer plus de Rangers. Snizzard et Minotaure seront piégés par Billy, Rocky et Kat en essayant de les capturer. Rita descendra sur Terre pour les libérer. Elle tombera sur Minh, la fille de Trini qui l'affrontera pour venger sa mère mais Rita la mettra facilement au tapis. Quand Billy, Zack, Rocky et Kat infiltreront son Palais, Rita apparaîtra avec Snizzard, Minotaure et Minh comme otage. Elle dévoile alors son plan : une fois chargée, sa machine ouvrira un portail temporel qu'elle utilisera pour rencontrer la jeune Rita et lui transmettre des millions d'années de technologie pour la rendre invincible, puis elle tuera les Rangers Mighty Morphin originaux avant que Zordon ne les recrute. Billy tente de détruire Snizzard mais Rita neutralise Zack, Rocky et Kat avant de le neutraliser. Elle nargue Billy en disant que Trini est morte pour lui et qu'il va la rejoindre. Minh réussit à se libérer et tout comme sa mère intercepte l'attaque de Rita pour sauver Billy. Heureusement Minh survit, (sûrement grâce à l'esprit de Trini et son morpher). Ayant agi en véritable héroïne, Minh se transforme avec les autres devenant officiellement la nouvelle Ranger Jaune Mighty Morphin. Rita appelle ses Patrouilleurs et la Bataille commence. Rita utilise son sceptre pour faire grandir Snizzard. Mais étant distraite, Billy en profite pour la transpercer dans le dos avec sa lance laser. Minotaure sera enragé par la "mort" de sa Reine et cherchera à la venger mais sera détruit par Rocky aidé de Kat et Zack. Cependant Rita est toujours vivante et active sa machine, ouvrant le portail au moment où elle a été libérée de sa prison spatiale par deux astronautes. Alors qu'elle s'apprête à régner avec la jeune Rita, les Rangers détruisent Snizzard avec leur Mégazord. Minh bloque Rita sur son balcon avec ses dagues laser, Billy et Rocky mettent les Rangers capturés à l'abri tandis que Kat détruit la machine de Rita. Zack utilise ensuite sa hache laser, détruisant Rita pour de bon et vengeant Trini.

### Power Rangers(film, 2017)
Rita Repulsa est l'antagoniste principal du film. Elle apparaît pour la première fois à l'ère Cénozoïque. On apprend que c'était la Ranger Verte mais elle a trahi son équipe, tué la Ranger Jaune et probablement le reste de l'équipe (à moins que ce soit Goldar) pour s'emparer du cristal Zeo et régner sur l'univers avec Zordon, l'ancien Ranger Rouge mais ce dernier a refusé tout net. Il ordonne à Alpha 5 de larguer un météore sur ses coordonnées détruisant Goldar et tuant physiquement Zordon qui cacha les médaillons. Rita disparue au fond de l'océan après avoir été projetée par le souffle de l'explosion. Son corps est retrouvé par le père de Jason, et après que ses pouvoirs l'ont ressuscitée, elle commence à tuer les gens d'Angel Grove qui possède de l'or, ou à en voler dans le but de ressusciter Goldar et s'emparer du cristal Zeo. Elle s'introduit chez Trini et un combat s'ensuit dont elle sort vainqueur, elle lui dit qu'elle a tué la Ranger Jaune qui l'a précédé et qu'elle a adoré ça et que tout comme Trini elle était un peu à l'écart dans l'équipe de Zordon. Elle propose à Trini de l'épargner et de venir avec elle si elle lui remet le cristal Zéo, mais au lieu de ça elle va chercher les autres Rangers, ils affrontent brièvement Rita mais elle les défait rapidement. Après avoir menacé de tuer ses amis et s'en être pris directement à Zack, Billy lui révèle qu'il a découvert que le cristal Zeo se trouvait à Angel Grove, sous un restaurant. Puis croyant que Zordon ne la respecterait plus si elle ne tuait pas les Rangers ou au moins l'un d'entre eux, elle tue Billy en le noyant, dit aux autres Rangers qu'ils ne sont pas à la hauteur et s'en va. Elle envoie ses Putties combattre les Rangers, qui ont ressuscité Billy avec l'aide de Zordon et gagné leurs armures, pendant qu'elle ressuscite Goldar mais ils sont détruits. Durant la bataille finale, elle appelle son armée de Putties pour combattre les Rangers avec Goldar. Quand Rita est sévèrement blessée après que Billy lui ait tiré dessus avec son Zord, ce qui reste de son armée de Putties est détruit. Mais Goldar la soigne et met les Rangers en difficulté. Elle lui dit de les pousser dans le trou que Goldar a creusé précédemment et où se trouve le cristal Zeo. Elle s'apprête à l'emporter mais les Rangers refusant d'abandonner fusionnent leur cinq Zords pour créer leur Mégazord. Rita est effrayée mais pas encore vaincue, elle fusionne avec Goldar et engage le combat. C'est au terme d'un terrible combat que les Rangers détruisent Goldar, Rita émerge de lui et avertit les Rangers que d'autres méchants viendront pour s'emparer du cristal Zeo. Les Rangers lui donnent une chance de se rendre, de leur remettre son médaillon vert et que Zordon la juge. Les dernières paroles de Rita sont : "Zordon va me juger moi ? Jamais. Peu importe ce que Zordon a dit, je sais que j'en suis digne" (du médaillon), puis elle attaque les Rangers seulement pour être giflée par Jason avec le Megazord. Rita est ensuite vue dans l'espace, près de la lune, souriant semblant satisfaite avant de geler entièrement.

## Interprètes

### Télévision
Dans la première saison de Power Rangers : Mighty Morphin diffusée en 1993, certaines images de la série sont tirées du super sentai Kyōryū Sentai Zyuranger. Le personnage est la sorcière Bandora, incarnée par l'actrice japonaise Machiko Soga. Les dialogues sont ensuite récrits en anglais et le personnage est doublé par Barbara Goodson (Agnès Gribe pour la VF). Pour la suite de la série, l'intrigue nécessite une actrice pour refaire les scènes pour les besoins de la version américaine. C'est alors Carla Perez qui incarne Rita. Elle reprendra le rôle dans Power Rangers : Zeo, mais toujours doublée en anglais par Barbara Goodson.

### Cinéma
Elle est incarnée par Julia Cortez et doublée en anglais par Barbara Goodson dans Power Rangers, le film (1995). Elle apparait brièvement dans Power Rangers Turbo, le film, interprétée par Carla Perez. Elisabeth Banks l'incarne dans le film Power Rangers sorti en 2017.